# MacBook Pro
A MacBook Pro az Apple professzionális hordozható számítógépe. 2006-ban mutatta be az Apple, 2020-ig kizárólag Intel processzorral szerelték, 2020. novemberében az Apple saját processzorával mutatott be MacBook Pro-t, várhatóan 2021-2022-ben az összes MacBook Pro (és az Apple összes Macintosh számítógépe) Apple processzorossá lesz. A MacBook Pro 13 inches verziója 2009 óta kapható, a 15 inchest 2006-2019 között gyártották, a 16 inchest 2019-ben mutatták be, a 17 inches 2006-2011 között létezett.
2023. október 30-án mutatták be az Apple silicon M3, M3 Pro és M3 Max processzoros MacBook Pro 14 és 16 inches MacBook Pro modelleket.

## A MacBook Pro története

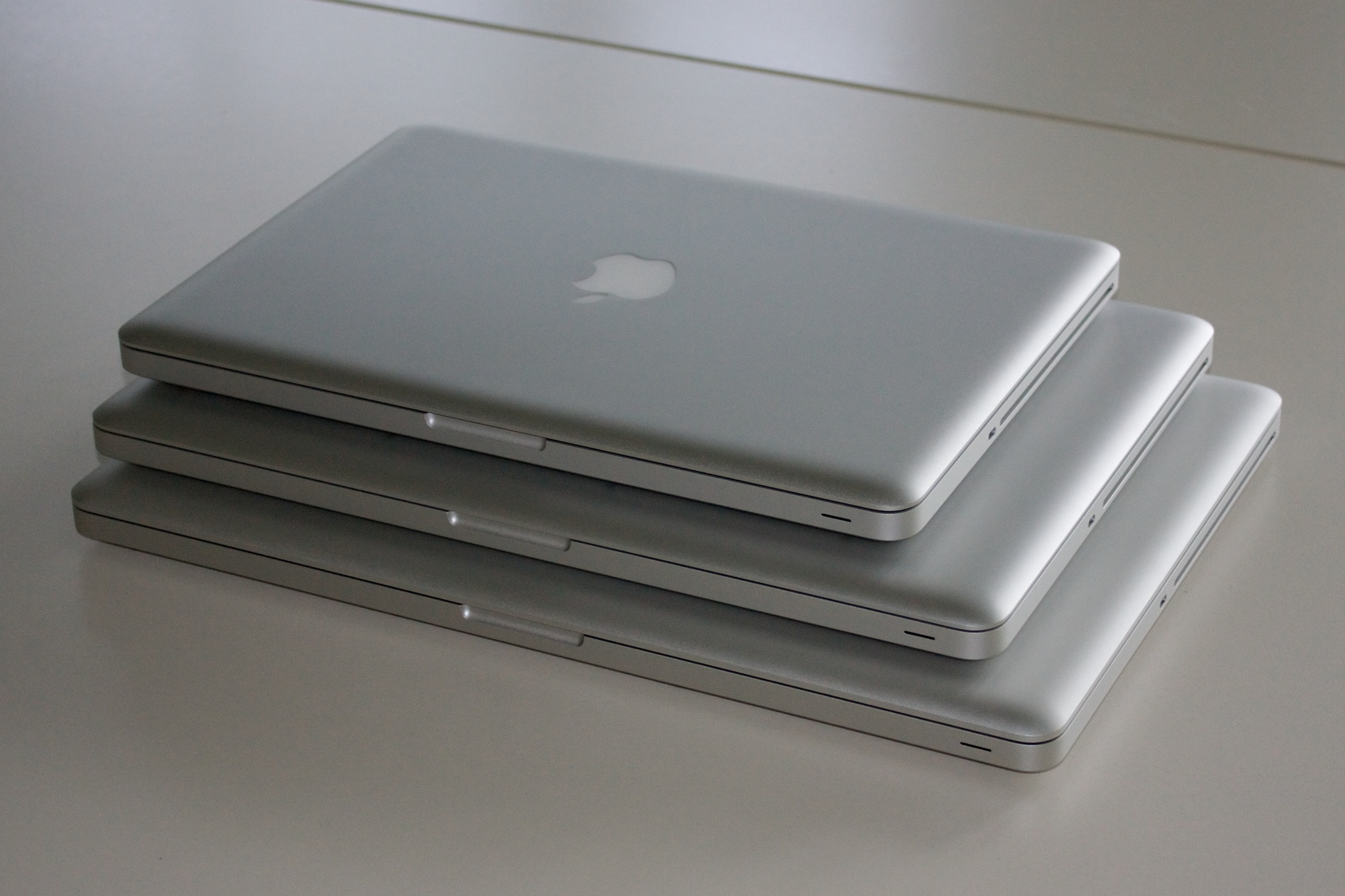
Az Apple MacBook Pro 13" (2009), 15" (2008) és 17" (2009) számítógépei egymáson

A 2006. januárjában bemutatott MacBook Pro számítógépcsaládnak 13, 15, 16 és 17 inches kijelzőjű verziói léteztek, léteznek. A verziók elnevezése önkényes, de általánosan elfogadott. A verzió az első adott verziójú konkrét MacBook Pro-t és ennek frissítéseit jelöli. A 13 inches jelenleg (2025) is kapható, ahogy a 16 inches is. A 13 inchesnek volt Retina illetve két vagy négy Thunderbolt portos verziója is. A 15 és 17 inches verziókat már nem forgalmazza az Apple. A 15 inchesnek egy ideig Retina változat is volt.

## MacBook Air (MBA), MacBook (MB) és MacBook Pro (MBP) számítógépek az időben
A grafikon adatai utoljára 2022. augusztus 21-én frissültek. A szín sötétebb változata az egymást követő gépek megkülönböztetését szolgálja. A színek kezdete a bemutató időpontja, a forgalmazás több esetben is hónapokkal később kezdődött. Megeshet, hogy egy csík végét kitakarja egy másik csík eleje. Előfordul, hogy a gyártás befejezését követően még egy ideig forgalomban marad a Mac adott verziója. A piros vonalak a processzor váltást jelzik. Az egyes eszközök technikai paraméterei a MacTracker alkalmazásból származnak.
| A MacBook, MacBook Air és MacBook Pro számítógépek idővonalon |
| --- |
| A grafikon adatai utoljára 2023. október 30-án frissültek. A szín sötétebb változata az egymást követő gépek megkülönböztetését szolgálja. A színek kezdete a bemutató időpontja, a forgalmazás több esetben is hónapokkal később kezdődött. Megeshet, hogy egy csík végét kitakarja egy másik csík eleje. Előfordul, hogy a gyártás befejezését követően még egy ideig forgalomban marad a Mac adott verziója. A piros vonalak a processzor váltást jelzik. Az adatok forrása a Jegyzetekben található. |

## MacBook Pro 13 inch (2009 –2025)

### Intel, Unibody
A 13 inches MacBook Pro számítógépet az Apple 2009 júniusában mutatta be. A gép részben a szintén 13 inches MacBook Air és szintén 13 inches MacBook piacából tört le, képességei – FireWire 800 portok, SD-kártya helyet, hátulról megvilágított LED-kijelző, világított billentyűzet – kimondottan Pro jellemzők. A 13 inches MacBook Pro megjelenésében a 12 inches PowerBookot idézte, amely az egyik legkedveltebb termék volt. A bemutatást követően két alapkonfigurációt kínált az Apple:
- 2,26 GHz, 2 GB RAM, 160 GB HD, 1199 dollár,
- 2,53 GHz, 4 GB RAM, 250 GB HD, 1499 dollár

A 2010 áprilisában bemutatott 13 inches MacBook Pro gyorsabb Intel Core 2 Duo processzort, gyorsabb grafikus megoldást, nagyobb tárhelyet és több memóriát kínált.
- 2,4 GHz, 4GB RAM, 250GB HD, 1199 dollár,
- 2,66 GHz, 4GB RAM, 320GB HD, 1499 dollár

A 2011 februárjában bemutatott MacBook Pro 13" az Intel következő generációs Sandy Bridge architektúrájára épült. Új csatlakozó felületet is kapott, a Thunderbolt portot.
- 2,3 GHz kétmagos Intel Core i5, 320 GB, 4 GB RAM, 1199 dollár
- 2,7 GHz kétmagos Intel Core i7, 500 GB, 4 GB RAM, 1499 dollár.

A 2011 októberében bemutatott MacBook Pro gyorsabb processzorokkal és grafikus tudással jelent meg.
- 2,4 GHz kétmagos Intel Core i5, 500 GB, 4 GB RAM, 1199 dollár
- 2,8 GHz kétmagos Intel Core i7, 750 GB, 4 GB RAM, 1499 dollár.

2012. június 11-én, a San Francisco-i Worldwide Developers Conference (WWDC) konferencián előbb frissített MacBook Pro gépeket mutatott be, az új MacBook Pro modellek az Ivy Bridge processzorára épültek.

### Intel, Retina
Ugyancsak a WWDC-n jelentette be az új, harmadik generációs MacBook Pro-t, amelyet "MacBook Pro retina kijelzővel" néven forgalmaznak, hogy megkülönböztesse az előző generáció korábban kiadott frissített modelljeitől. A harmadik generációs 13 hüvelykes MacBook Pro 2012. október 23-án jelent meg. A Retina megnevezést az Apple a nagy felbontású kijelzőire használja, a változatlanul 13,3 inches kijelző 2560x1600 képpont megjelenítésére volt alkalmas. Az USB 3.0 mellé második Thunderbolt, HDMI portok kerültek, a MagSafe töltő-csatlakozó is módosult. Az új modellből kimaradt az Ethernet és a FireWire 800 port, az Apple Thunderbolt adaptereket mutatott be pótlásukra. Az új modell merevlemez helyett SSD tárhellyel érkezett. Az Apple továbbfejlesztett hangszórókat és mikrofont. Megújult a ház belső hűtési és ventilátor rendszere is. A MacBook Pro Retina kijelző alumínium házával nagyrészt követte az előző generáció stílusát, a fekete billentyűzettel. A bekapcsológomb a billentyűzet része lett.
2013. február 13-án az Apple frissítette a MacBook Pro gépeket. A 13 hüvelykes Retina kijelzővel rendelkező MacBook Pro most már 1499 dollárnál kezdődik, 128 GB SSD tárhelyes gép ára 1499 dollár, a 256GB SSD-s MacBook Pro ára 1699 dollár.
Az Apple 2013. október 22-i különleges rendezvényén az Apple bejelentette, hogy frissítette a 13 hüvelykes Retina kijelzős MacBook Pro-t, ez a verzió az Intel új Haswell lapkakészletet tartalmazza.
2014. július 29-én az Apple frissítette a MacBook Pro-t.
2015. május 19-én gyorsabb SSD-t, megnövelt akkumulátor-élettartamot, és ForceTouch érintőpadot kapott. A processzor Intel Broadwell családból származott, a grafikáért az Intel Iris Graphics 6100 felelt.

### Intel, Touch Bar

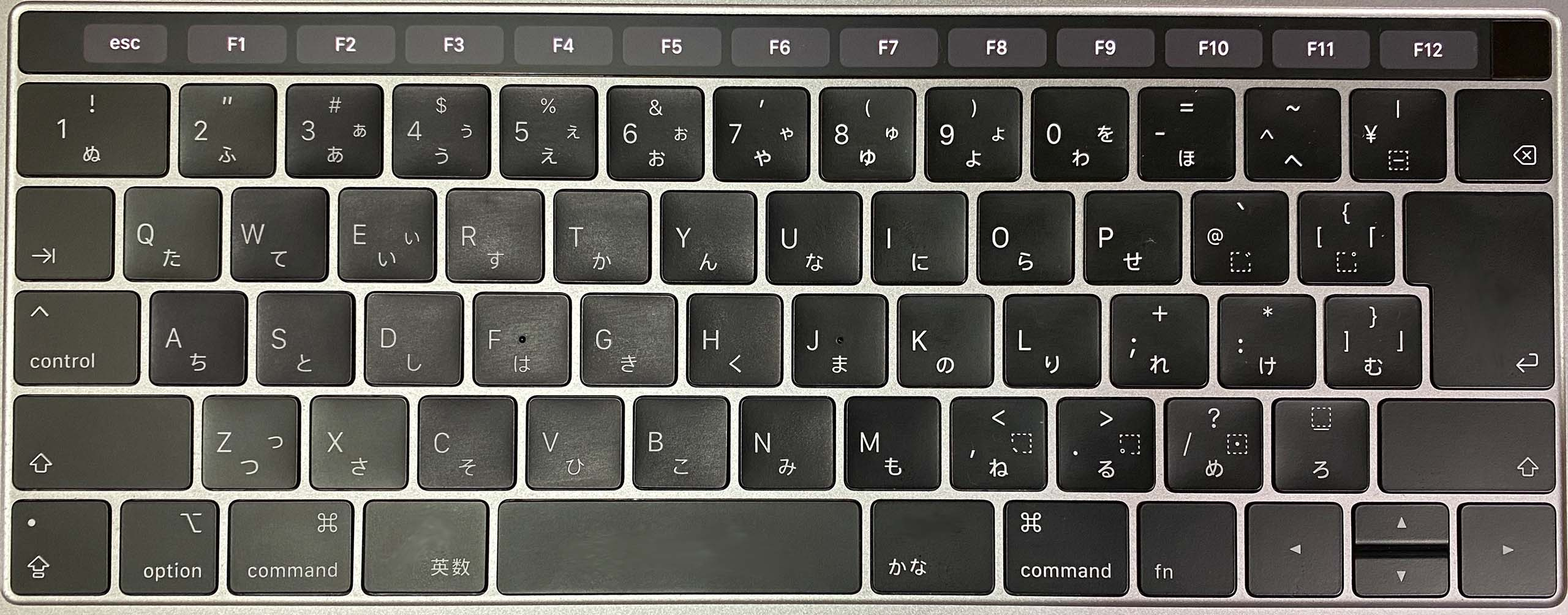
A képen a MacBook Pro japán billentyűzettel látható. Az ESC-F12 feliratok a TouchBar felületén jelennek meg, a kijelzett tartalom függ a használt alkalmazástól, részben testre szabható. A felület érintés-vezérelt. A használata gyorsítja a felhasználói munkavégzést, amennyiben a felhasználó ismeri, hogy mikor milyen funkció érhető el a TouchPaden

A vállalat központjában 2016. október 27-én tartott sajtóeseményen az Apple új, negyedik generációs 13 hüvelykes MacBook Pro modelleket jelentett be. A bemutató a Touch Barra volt kihegyezve. A Touch Bar több érintést érzékelni képes OLED szalag, amely a billentyűzet tetejébe van beépítve felváltva a funkciógombokat. A Touch Bar a használt alkalmazástól függő, sok esetben felhasználó által programozható funkciót kínál, ám használata nem annyira kézenfekvő, mint amilyennek tűnik. A zafírüveggel borított Touch ID (ujjlenyomat) érzékelőt is tartalmaz a Touch Bar jobb végén. A burkolat továbbra is teljesen fémből készült unibody konstrukció, jelentős térfogat- és súlycsökkenéssel. Az eddigi portok helyett két vagy négy Thunderbolt 3 porttal szerelték a gépeket, ezek bármelyike használható volt töltésre. A kettő-négy Thunderbolt kínálat e kibocsátástól egészen az Apple M1 processzoros MacBook Pro megjelenéséig megmaradt. A modellel második generációs pillangós billentyűzet-mechanizmust is bemutattak.
2017. június 5-én a frissítette a MacBook Pro az Intel Kaby Lake processzort kapott. és memóriát adott hozzá. A 13 inches MacBook Pro gépet 128GB SSD-vel is szállították, eddig a 256GB SSD volt a legkisebb tárhely. A kisebb tárhely felhasználói igény volt, egyre több felhasználó élt az Apple vagy más szolgáltató felhő-tárhelyével.
2018. július 12-én az Apple frissítette MacBook Pro modelleket az Intel négymagos Coffee Lake processzorral, Bluetooth 5-tel, T2 SoC chippel. A gép nagyobb kapacitású akkumulátort kapott.
2019. július 9-én az Apple frissítette a 13 hüvelykes modellt két Thunderbolt porttal, újabb négymagos, 8. generációs processzorokkal és Intel Iris Plus grafikával, True Tone megjelenítési technológiával, és a funkciógombokat lecserélte az Érintősávra.
2020. május 4-én az Apple bemutatta a 13 hüvelykes modelljeit a Magic Keyboarddal – az Apple visszatért az olló mechanikájú billentyűzethez, elvetve a pillangó mechanikát. A négy Thunderbolt portos gépeket Intel Ice Lake, a két Thundebolt portos gépeket Coffee Lake processzorokkal szerelték, 32GB-ra nőtt a maximális memória lehetőség, a gépekbe akár 4TB SSD is rendelhető.

### Apple silicon
2020. november 10-én az Apple bejelentette egy új generációs 13 hüvelykes MacBook Pro-t, amely Apple által tervezett M1 processzorral működik, hasonlóan az ugyanakkor bemutatott MacBook Air 13 inch és Mac mini gépekhez. Az Apple processzoros MacBook Pro külseje nem változott, de tudása nőtt: Wi-Fi 6, USB-4 és 6K-s videó-kimenet jellemzi – az előző modell két külső 4K-s kijelzőt volt képes meghajtani. A FaceTime kamera továbbra is 720p, de az Apple javított a képfeldolgozáson.
Az Apple bejelentésének, hogy saját, M1 nevű processzorára vált az Intelről, az oka kettős. Az Apple Jobs óta a teljes gyártási folyamatot szeretné cégen belül látni. A másik ok: az Intel már évek óta képtelen teljesíteni az Apple elvárta teljesítmény növelést, energia fogyasztás csökkentést.
2022. június hatodikán a 13-inches MacBook Pro is megkapta az újonnan bemutatott M2 Apple chipet. Az aktív hűtőrendszerrel rendelkező 13 hüvelykes MacBook Pro akár 24GB egyesített memóriát is támogat 50 százalékkal nagyobb memóriasávszélesség mellett. Az M2 médiamotorjában a ProRes kódolás és dekódolás támogatásával a felhasználók akár 11 4K-s vagy két 8K-s ProRes-videófolyamot is lejátszhatnak, videóprojektjeiket pedig közel háromszor gyorsabban konvertálhatják ProRes-re, mint korábban.
2023 októberében megjelent az Apple M3-as csipsorozata, az M3-as csipek különböző változataival szerelt iMac és a MacBook Pro gépekkel együtt.

### A MacBook Pro 13" számítógépek technikai adatainak összehasonlító táblázata
A táblázatban az alapkonfigurációk értékei szerepelnek.

## MacBook Pro 16 inch (2019 –)

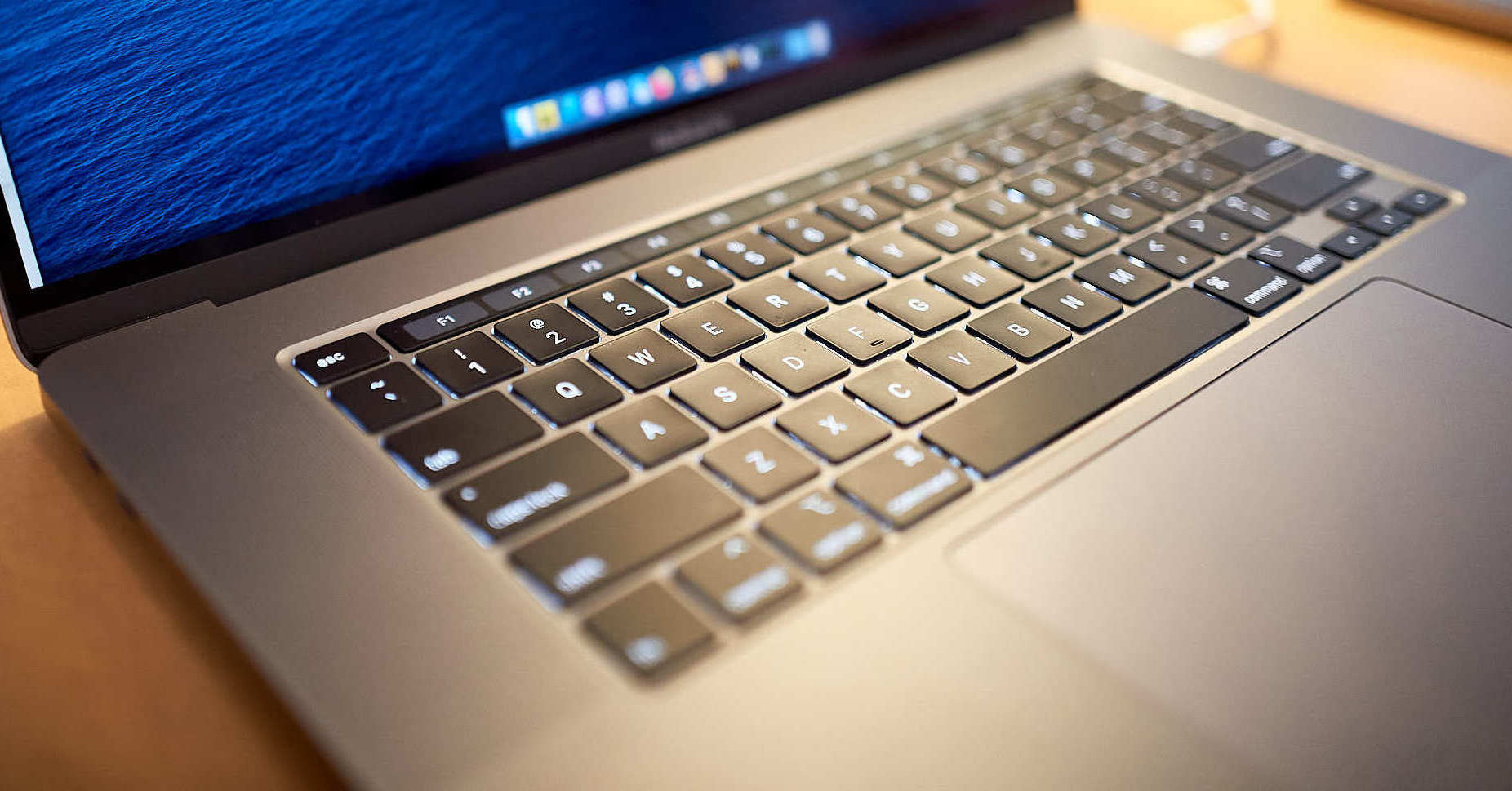
MacBook Pro 16 inch

## MacBook Pro 14 inch (2021–2025)
Az Apple a 2021. október 18-i online rendezvényen jelentette be az új 14 inches [kijelzőjű] MacBook Pro-t, amely a 13 inches, Intel processzoros MacBook Pro helyére lép. Az új MacBook Pro az Apple saját fejlesztésű M1 processzorát használja. A felhasználók visszakapták a valódi funkció-billentyűket a korábbi, használt alkalmazástól függő, led kijelzésűek helyett. Visszatért a MagSafe – a tápkábel mágnesesen csatlakozik a Machez, így a kábellel nem lehet a gépet lerántani, mert a mágnes elenged.) A Mac ezüst      vagy űrszürke      színben kapható.
A 14 inches MacBook Pro-t az Apple 2023. január 17-én frissítette, az új sorozat megkapta az Apple M2 processzor család Pro és Max tagját. Mind a három gép három Thunderbolt 4 portot, HDMI-portot, SDXC-kártyahelyet, fejhallgató-csatlakozót és MagSafe 3 portot kínál.
- a legkisebb MacBook Pro technikai jellemzői: M2 Pro, 10 magos CPU, 16 magos GPU, 16GB memória, 512 GB SSD, 67W USB‑C adapter
- a középső MacBook Pro technikai jellemzői: M2 Pro, 12 magos CPU, 19 magos GPU, 16GB memória, 1TB SSD, 96W USB-C adapter
- a legerősebb MacBook Pro technikai jellemzői: M2 Max, 12 magos CPU, 30 magos GPU, 32GB memória, 1TB SSD, 96W USB-C adapter

Aznap, amikor bemutatta az Apple az új Apple M3 processzor-családját, bemutatta az M3-t használó új 14 inches MacBook Pro-t.
- MacBook Pro 14" M3 (8 mag CPU / 10 mag GPU) 8GB RAM, 512GB SSD, két USB 4, HDMI, SDXC‑kártyahely 799 990 forint[19]
- MacBook Pro 14" M3 (8 mag CPU / 10 mag GPU) 8GB RAM, 1TB SSD, két USB 4, HDMI, SDXC‑kártyahely 899 990 forint[19]
- MacBook Pro 14" M3 Pro (11 mag CPU / 14 mag GPU) 18GB RAM, 512GB SSD, három USB 4, HDMI, SDXC‑kártyahely 999 990 forint[19]

A  2024-es MacBook Pro modellek M4, M4 Pro és M4 Max chipekkel érkeznek, jelentősen növelve a teljesítményt és a képességeket. Az új modellek támogatják az Apple Intelligence személyi intelligencia-rendszert. A beépített Center Stage kamera 12 megapixeles lett, az M4 Pro és M4 Max modellek Thunderbolt 5 csatlakozást kínálnak. A kijelző új nano-textúrás.

## MacBook Pro 15 inch (2006–2019)

### Intel, Alumínium

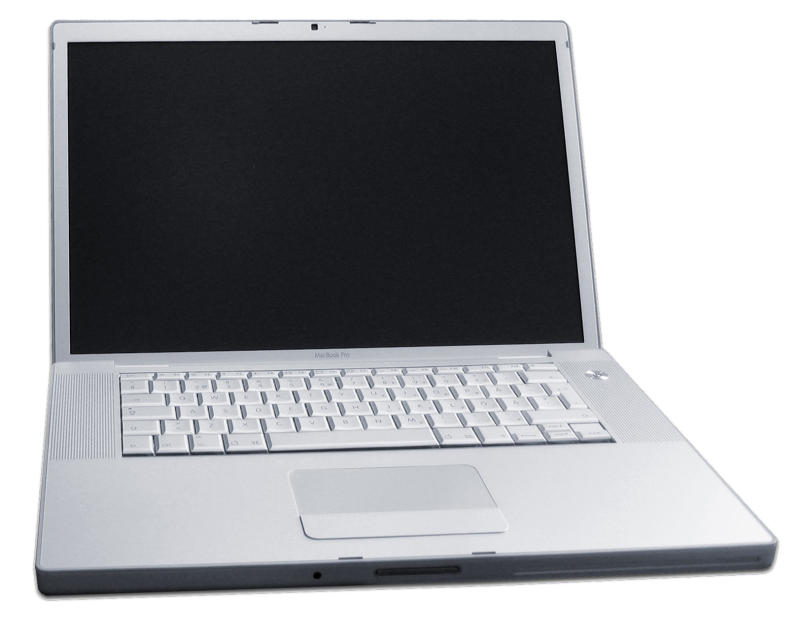
A képen a MacBook Pro 15" látható. A billentyűzet két oldalán a sztereó hangszóró lyukazata, a jobb oldalon a bekapcsoló gomb. A trackapd két részes, a felső az egyujjas érintős, alatt a kattintható gomb. A szemben levő keskeny és a képen rosszul látható részen található a SuperDrive nyílása

A MacBook Pro volt az első hordozható Intel processzoros Mac. Az Apple nem csak a processzor váltás miatt módosította a gép nevét a PowerPC-s PowerBookról. A cég úgy vélte, hogy minden Macintosh nevében szerepelnie kell a Mac szónak. A MacBook Pro számos fejlesztést tartalmazott az utolsó PowerBook G4  számítógéphez képest: vékonyabb ház, beépített iSight kamera, távirányító (Apple Remote) az Apple Front Row otthoni médiaközpont szoftveréhez, ExpressCard 34 bővítőhely, egy nagyobb kijelző (15,2 inch helyett 15,4 inch) és az új MagSafe tápcsatlakozó. Jellemző, hogy mi maradt ki az új MacBook Pro számítógépből: nem volt FireWire 800, s-video és modem port, a SuperDrive nem támogatta a kétrétegű DVD+R adathordozókat. A MacBook Pro kétféle konfigurációban érkezett:
- 1,83 GHz, 80 GB, 1999 dollár
- 2,0 GHz, 100 GB, 2499 dollár

2006 végén a MacBook Pro gyorsabb Intel Core 2 Duo processzort kapott, visszakapta a FireWire portot és a SuperDrive ismét képes volt kétrétegű optikai lemez kezelésére.
- 15,4",  2,16 GHz, 1 GB RAM, 120 GB HD, 128 MB VRAM, 1999 dollár
- 15,4", 2,33 GHz, 2 GB RAM, 120 GB HD, 256 MB VRAM, 2499 dollár és

A 2007 júniusában gyorsabbá lett a MacBook Pro.
- 15,4 ",  2,2 GHz, 2GB RAM, 120 GB HD, 128 MB VRAM, 1999 dollár,
- 15,4",  2,4 GHz, 2GB RAM, 160 GB HD, 256 MB VRAM 2499 dollár és

A 2008 februárjában frissült a MacBook Pro, gyorsabb lett.
- 15,4 ",  2,4GHz, 3 MB L2, 2GB RAM, 200GB HD, 256 MB VRAM, 1999 dollár,
- 15,4",  2,5 GHz, 6 MB L2, 2GB RAM, 250GB HD, 512 MB VRAM, 2499 dollár és

### Intel, Unibody
A 2008 októberében bejelentett MacBook Pro házát egyetlen (valójában kettő: alsó- és felső rész) alumínium tömbből gyártotta az Apple, innen a Unibody elnevezés. A gyártási technológiának köszönhetően a ház rendkívül erős és lenyűgözően vékony is lett. A MacBook Pro szintén feltűnő üvegborítású képernyőt és egy új, üveggel borított, kattintható érintőpadot kapott, amely az Apple Multi-Touch technológiáját használta. A Multi-Touch forradalmi volt támogatta a két, három és négy ujjal történő műveleteket. A ház mellett a fejlesztés fő iránya a grafikus alrendszer volt. A MacBook Pro két teljesen független grafikus chipkészletet tartalmazott, a nagy teljesítményű NVIDIA GeForce 9600M GT és az alacsonyabb teljesítményű GeForce 9400M chipet. Általános munka esetén a kisebb teljesítményű grafikus rendszert használta a MacBook Pro, különösen akkor, ha akkumulátorról dolgozott. A nagyobb teljesítmény a MacBook Pro verziókban néha magától aktivizálódott, máskor külön be lehetett kapcsolni. Az Apple a dual-link DVI portot a kisebb Mini DisplayPortra cserélte. A gépek háttér-világítású billentyűzettel érkeztek.
- 2,4 GHz, 2GB RAM, 256 MB VRAM, 250GB HD, 1999 dollár,
- 2,53 GHz, 4GB RAM, 512 MB VRAM, 320GB HD, 2499 dollár

A 2009 júniusában bemutatott MacBook Pro az elvárt processzor gyorsításon kívül két nagy változást is tartalmazott. Az ExpressCard 34 bővítőhelyet SD-kártyahelyre cserélték, a cserélhető akkumulátort pedig integrált akkumulátorra cserélték – így próbálták elejét venni az Apple akkumulátoránál olcsóbb akkumulátorok használatának, ezek rendre rosszabb teljesítményt nyújtottak.
- 2,53 GHz, 4GB RAM, NVIDIA GeForce 9400M, 250GB HD, 1699 dollár
- 2,66 GHz, 4GB RAM, NVIDIA GeForce 9400M és 9600M GT, 256 MB VRAM, 320GB HD, 1999 dollár
- 2,8 GHz, 4GB RAM, NVIDIA GeForce 9400M és 9600M GT, 512 MB VRAM, 500GB HD, 2 299 dollár

A 2010 áprilisában bemutatott MacBook Pro-t gyorsabb processzorok, a továbbfejlesztett grafikus chipkészlet és a nagyobb merevlemez jellemzett.
- 2,4 GHz Core i5, 4 GB RAM, 320 GB HD, 1799 dollár,
- 2,53 GHz Core i5, 4 GB RAM, 500 GB HD, 1999 dollár és
- 2,8 GHz Core i7, 4 GB RAM, 500 GB HD, 2199 dollár.

A 2011 februárjában bemutatott MacBook Pro az Intel következő generációs Sandy Bridge architektúrájára épült. Új csatlakozó felületet is kapott, a Thunderbolt portot.
- 2,0 GHz négymagos Intel Core i7, 500 GB, 4GB RAM, AMD Radeon HD 6490M, 1799 dollár
- 2,2 GHz négymagos Intel Core i7, 750 GB, 4GB RAM, AMD Radeon HD 6750M, 1GB VRAM, 2 199 dollár.

A 2011 októberében bemutatott MacBook Pro gyorsabb processzorokkal és grafikus tudással jelent meg.
- 2,2 GHz négymagos Intel Core i7, 500 GB, 4 GB RAM, AMD Radeon HD 6750M, 1799 dollár
- 2,4 GHz négymagos Intel Core i7, 750 GB, 4 GB RAM, AMD Radeon HD 6770M, 2 199 dollár.

### Intel, Retina
2012. június 11-én a San Francisco-i WWDC (Worldwide Developers Conference) konferencián az Apple bemutatta az új, harmadik generációs MacBook Pro-t, amelyet MacBook Pro retina kijelzővel megnevezéssel forgalmaztak. A Retina megnevezést az Apple a nagy felbontású kijelzőire használja, a változatlanul 15,4 inches kijelző 2880x1800 képpont megjelenítésére volt alkalmas. Az új modell az Intel Ivy Bridge processzoraira épült. Az USB 3.0 mellé második Thunderbolt, HDMI portok kerültek, a MagSafe töltő-csatlakozó is módosult. Az új modellből kimaradt az Ethernet és a FireWire 800 port, az Apple Thunderbolt adaptereket mutatott be pótlásukra. Elhagyták a SuperDrive-ot is, így a PowerBook 2400c óta ez lett az Apple első professzionális hordozható számítógépe beépített optikai meghajtó nélkül. Az új modell merevlemez helyett SSD tárhellyel érkezett. Az Apple továbbfejlesztett hangszórókat és mikrofont. Megújult a ház belső hűtési és ventilátor rendszere is. A MacBook Pro Retina kijelző alumínium házával nagyrészt követte az előző generáció stílusát, a fekete billentyűzettel. A bekapcsológomb a billentyűzet része lett. A ház elődjénél negyedével keskenyebb, alig 18mm vastagságú lett.
2013. február 13-án az Apple bejelentette a Retina kijelzővel ellátott MacBook Pro frissített árait és processzorait.
Az Apple 2013. október 22-i különleges rendezvényén az Apple bejelentette, hogy frissítette a 15 hüvelykes Retina kijelzős MacBook Pro-t, ez a verzió az Intel új Haswell lapkakészletet tartalmazza.
2014. július 29-én az Apple frissítette a MacBook Pro-t.
2015. május 19-én  gyorsabb SSD-t, megnövelt akkumulátor-élettartamot, és ForceTouch érintőpadot kapott. és AMD Radeon R9 diszkrét grafikus kártyával frissült a felső kategóriás modellen.

### Intel, Touch Bar
A vállalat központjában 2016. október 27-én tartott sajtóeseményen az Apple új, negyedik generációs 15 hüvelykes MacBook Pro modelleket jelentett be. A bemutató a Touch Bar-ra volt kihegyezve. A Touch Bar több érintést érzékelni képes OLED szalag, amely a billentyűzet tetejébe van beépítve felváltva a funkciógombokat. A Touch Bar a használt alkalmazástól függő, sok esetben felhasználó által programozható funkciót kínál, ám használata nem annyira kézenfekvő, mint amilyennek tűnik. A zafírüveggel borított Touch ID (ujjlenyomat) érzékelőt is tartalmaz a Touch Bar jobb végén. A burkolat továbbra is teljesen fémből készült unibody konstrukció, jelentős térfogat- és súlycsökkenéssel. Az eddigi portok helyett két vagy négy Thunderbolt 3 porttal szerelték a gépeket, ezek bármelyike használható volt töltésre.
A modellel második generációs pillangós billentyűzet-mechanizmust is bemutattak. A negyedik generációs 15 hüvelykes modell trackpadje kétszer akkora volt, mint az előző verziónak. Az új MacBook Pro további frissítései közé tartozott a gyorsabb, hatodik generációs Skylake két- és négymagos Intel Core i5 és i7 processzorok, továbbfejlesztett grafika (Radeon Pro 450, 455 és opcionális 460). Így huszonöt százalékkal szélesebb színskálát, hatvanhét százalékkal nagyobb fényerőt és ugyanennyivel nagyobb kontrasztot értek el.
2017. június 5-én az Apple frissítette a MacBook Pro-t a továbbfejlesztett Intel Kaby Lake processzorral és az AMD Radeon grafikus egységgel.
2018. július 12-én az Apple frissítette MacBook Pro modelleket az Intel Coffee Lake négymagos processzorral, Bluetooth 5-tel, T2 SoC chippel. A gép nagyobb kapacitású akkumulátort kapott.
Az utolsó frissítésre 2019. május 21-én került sor. Az Apple 8 magos MacBook Pro forgalmazását kezdi meg. A Core i7-es processzorú hordozható gép 512GB SSD-t, 16GB RAM-ot kínál. A 16 inches kijelző felbontás 2048x1280 képpontos.

### A MacBook Pro 15" számítógépek technikai adatainak összehasonlító táblázata
A táblázatban az alapkonfigurációk értékei szerepelnek.

## MacBook Pro 16 inch (2019 –2025)

### Intel
Az Apple 2019. november 13-án mutatta be a 16 hüvelykes MacBook Pro-t, amely a 15 hüvelykes modelljét váltotta fel. Az elődhöz hasonló fizikai méretű, a nagyobb, 16 hüvelykes, 3072x1920 méretű retina kijelző keskenyebb keretben van, ez a legnagyobb MacBook képernyő a 2012-ben megszűnt 17 hüvelykes unibody MacBook Pro óta. A 16 inches MacBook Pro ismét a pillangó mechanikájú billentyűzet előtti megoldású billentyűzettel szállítja a készüléket – ez beismerése annak, hogy a felhasználók által soha meg nem kedvelt butterfly rossz tervezés volt. Az elődhöz hasonlóan a 16 hüvelykes MacBook Pro négy kombinált Thunderbolt 3 porttal rendelkezik, amelyek támogatják az USB-C 3.1-tés a dual DisplayPort 1.4-t. Ennek kimenete képes az Apple Pro Display XD kijelzőjét akár 6 016×3 384 képpont felbontásban meghajtani. A MacBook Pro 16" ugyanúgy az Intel Coffee Lake CPU-kat használja, mint a 2019-es 15 hüvelykes modell.
Aznap, amikor bemutatta az Apple az új Apple M3 processzor-családját, bemutatta az M3-t használó új 16 inches MacBook Pro-t.
- MacBook Pro 16"  M3 Pro (12 mag CPU / 18 mag GPU) 18GB RAM, 512GB SSD, három USB 4, HDMI-port, SDXC-kártyahely 1 249 990 forint[31]
- MacBook Pro 16" M3 Pro (12 mag CPU / 18 mag GPU) 36GB RAM, 512GB SSD, három USB 4, HDMI-port, SDXC-kártyahely 1 449 990 forint[31]
- MacBook Pro 16" M3 Max (14 mag CPU / 30 mag GPU) 36GB RAM, 1TB SSD, három USB 4, HDMI-port, SDXC-kártyahely 1 749 990 forint[31]

A  2024-es MacBook Pro modellek M4, M4 Pro és M4 Max chipekkel érkeznek, jelentősen növelve a teljesítményt és a képességeket. Az új modellek támogatják az Apple Intelligence személyi intelligencia-rendszert. A beépített Center Stage kamera 12 megapixeles lett, az M4 Pro és M4 Max modellek Thunderbolt 5 csatlakozást kínálnak. A kijelző új nano-textúrás.

## MacBook Pro 17 inch (2006–2011)
A MacBook Pro 17 inches kijelzőjű hordozható számítógép a csúcskategóriát képviselte, ahogy elődje a PowerBook G4 17 inches Mac volt, amelyet 2003. januárja és 2006. áprilisa közt gyártott és forgalmazott az Apple.
A 17 inches MacBook Pro népszerűségét a helyszíni munkavégzés lehetősége adta a film-, videó-forgatásoknál, fotózásoknál, a MacBook Pro azonnali visszanézést, szerkesztési lehetőséget kínált egyetlen eszközön. A 2010-es években a prezentáció eszköze a kivetítő volt, a 17 inch kevés résztvevő esetén alternatívát kínált, minőségben messze meghaladva a kivetítők műszaki paramétereit.

### Intel

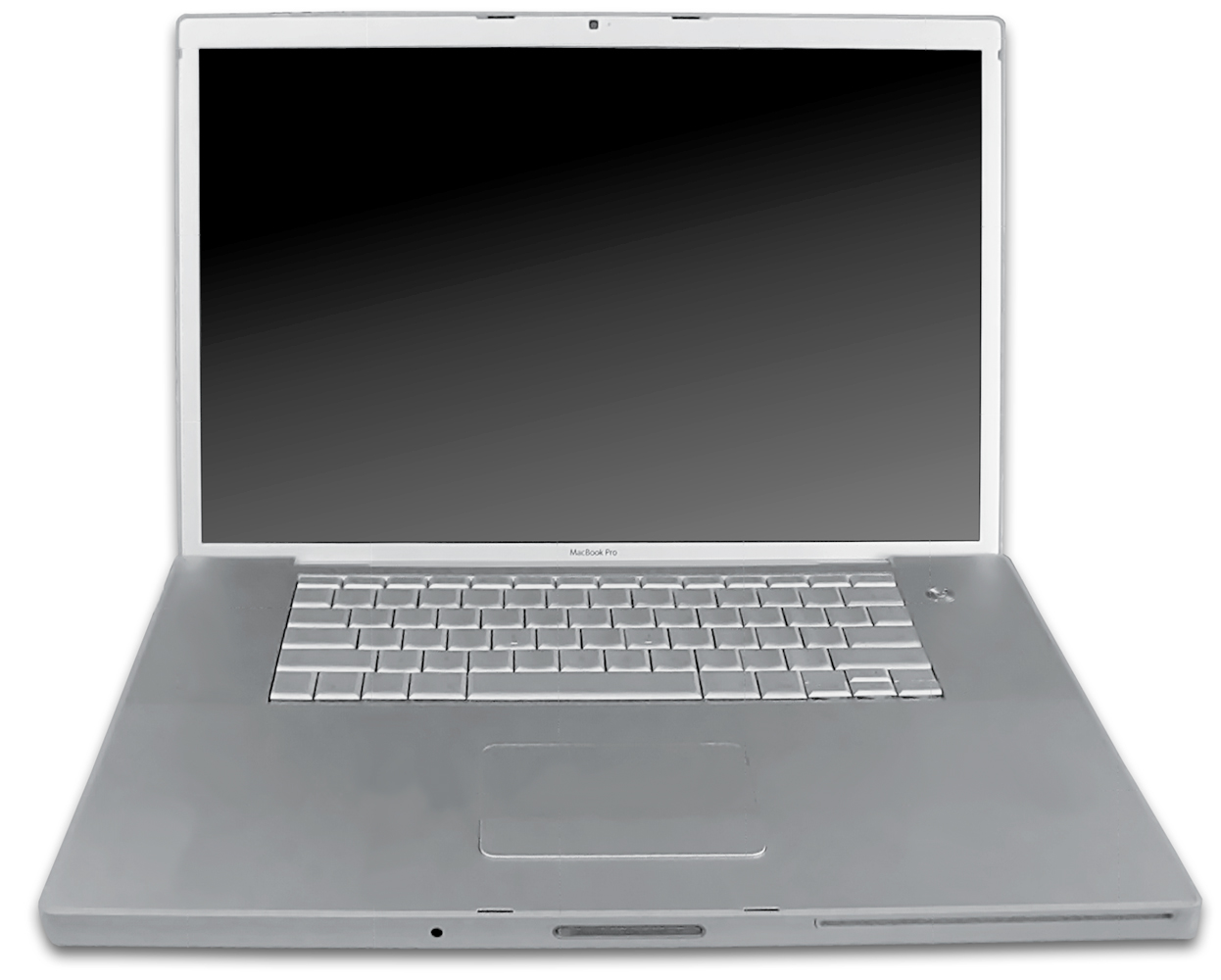
Apple MacBook Pro 17 inch

A 2006 áprilisában bejelentett MacBook Pro 17" számítógépet. Ezzel az Apple a hordozható zászlóshajó modelljét is Intel platformossá tette. A néhány hónappal korábban bejelentett 15,4" MacBook Pro összes fejlesztésén túl – kétmagos processzor, integrált iSight kamera, MagSafe hálózati adapter és távirányító az Apple Front Row szoftverével – a 17 hüvelykes a modell egy gyorsabb SuperDrive-ot, egy FireWire 800-as portot és egy további USB 2.0-portot kapott.
A 2006 októberében bemutatott MacBook Pro gyorsabb Intel Core 2 Duo processzorokat tartalmazott. A 15,4 hüvelykes modell egy FireWire portot és SuperDrive-t is kapott.
- 17",  2,3 GHz, 2 GB RAM, 160GB HD, 256 MB VRAM, 2799 dollár

A 2007 júniusában ismét frissítették a 17 inches MacBook Pro-t:
- 17",  2,4 GHz,  2GB RAM, 160 GB HD, 256 MB VRAM, 2799 dollár

A 2008 februárjában tovább növelték a MacBook Pro 17" sebességét:
- 17",  2,5 GHz, 6 MB L2, 2 GB RAM, 250G B HD, 512 MB VRAM, 2799 dollár

2008 októberében újabb frissítésen esett át a MacBook Pro 17".
2009. január 6-án a 17 inches MacBook Pro is megkapta a Unibody házat, az Apple egyetlen alumínium tömbből alakítja ki a számítógép házat, így az nem tartalmaz csavarokat, illesztéseket, hegesztéseket, erősebb, stabilabb – és szebb. Az átalakított akkumulátor ezer újratöltést és nyolc óra használatot kínált.
2009 júniusában az Apple frissítette a 17" modellt.
A 2010 áprilisában bemutatott MacBook Pro nem csak gyorsabb processzort, de erősebb grafikus kártyát is kapott.
A 2011 februárjában bemutatott MacBook Pro az Intel következő generációs Sandy Bridge architektúrájára épült. A szokásos fejlesztéseken túl a 17 inchest az Apple új Thunderbolt portjával kínálták.
- 2,2 GHz, Intel Core i7, 750 GB, 4GB  RAM, AMD Radeon HD 6750M, 1 GB VRAM, 2499 dollár

A 2011 októberében bemutatott, utolsó MacBook Pro a szokásos fejlesztéseket kínálta: gyorsabb processzor, nagyobb teljesítmény.
- 2,4 GHz, Intel Core i7, 750 GB, 4 GB RAM, AMD Radeon HD 6770M, 1 GB VRAM, 2499 dollár.

### A MacBook Pro 17" számítógépek technikai adatainak összehasonlító táblázata
A táblázatban az alapkonfigurációk értékei szerepelnek.
| MacBook Pro | bemutatva kivezetve         | legkisebb (alap) processzor | legalacsonyabb (alap) órajel (GHz) | merevlemez (GB) minimum kapacitás | SuperDrive | memória (GB), alapkonfiguráció | Grafikus kártya           | Maximális felbontás (képpont) | iSight | FaceTime camera (640 × 480) | Wi-fi 802.11 | Bluetooth 2.0 + EDR | Bluetooth 2.1 + EDR | Ethernet 10/100/1000 | USB 2.0 (480Mb/s) | FireWire | dual link DVI | mini DisplayPort | Thunderbolt 1 |
| ----------- | --------------------------- | --------------------------- | ---------------------------------- | --------------------------------- | ---------- | ------------------------------ | ------------------------- | ----------------------------- | ------ | --------------------------- | ------------ | ------------------- | ------------------- | -------------------- | ----------------- | -------- | ------------- | ---------------- | ------------- |
| 17-inch     | 2006. április 2006. október | Core Duo                    | 2,16                               | 120                               | 8          | 2                              | ATI Mobility Radeon X1600 | 2560x1600                     | x      |                             | b/g          | x                   |                     | x                    | 3                 | 1        | x             |                  |               |
| 17-inch     | 2006. április 2006. október | Core Duo                    | 2,16                               | 120                               | 8          | 2                              | ATI Mobility Radeon X1600 | 2560x1600                     | x      |                             | b/g          | x                   |                     | x                    | 3                 | 1        | x             |                  |               |
| 17-inch c2d | 2006. október 2007. július  | Core 2 Duo                  | 2,33                               | 100                               | 8          | 3                              | ATI Mobility Radeon X1600 | 2560x1600                     | x      |                             | a/b/g/n      | x                   |                     | x                    | 3                 | 1        | x             |                  |               |
| 2007        | 2007. július 2008. február  | Core 2 Duo                  | 2,4                                | 250                               | 8          | 4                              | NVIDIA GeForce 8600M GT   | 2560x1600                     | x      |                             | a/b/g/n      | x                   |                     | x                    | 3                 | 1        | x             |                  |               |
| 2008 early  | 2008. február 2008. október | Core 2 Duo                  | 2,5                                | 250                               | 8          | 4                              | NVIDIA GeForce 8600M GT   | 2560x1600                     | x      |                             | a/b/g/n      | x                   |                     | x                    | 3                 | 1        | x             |                  |               |
| 2008 late   | 2008. október 2009. január  | Core 2 Duo                  | 2,5                                | 320                               | 8          | 4                              | NVIDIA GeForce 8600M GT   | 2560x1600                     | x      |                             | a/b/g/n      |                     | x                   | x                    | 3                 | 1        |               | x                |               |
| 2009 early  | 2009. január 2009. június   | Core 2 Duo                  | 2,66                               | 320                               | 8          | 4                              | NVIDIA GeForce 9600M GT   | 2560x1600                     | x      |                             | a/b/g/n      |                     | x                   | x                    | 3                 | 1        |               | x                |               |
| 2009 mid    | 2009. június 2010. április  | Core 2 Duo                  | 2,8                                | 500                               | 8          | 8                              | NVIDIA GeForce 9600M GT   | 2560x1600                     | x      |                             | a/b/g/n      |                     | x                   | x                    | 3                 | 1        |               | x                |               |
| 2010 mid    | 2010. április 2011. február | i5                          | 2,53                               | 500                               | 8          | 8                              | NVIDIA GeForce GT 330M    | 2560x1600                     | x      |                             | a/b/g/n      |                     | x                   | x                    | 3                 | 1        |               | x                |               |
| 2011 early  | 2011. február 2011. október | i7                          | 2,2                                | 750                               | 8          | 16                             | AMD Radeon HD 6750M       | 2560x1600                     |        | x                           | a/b/g/n      |                     | x                   | x                    | 3                 | 1        |               |                  | x             |
| 2011 late   | 2011. október 2012. június  | i7                          | 2,4                                | 750                               | 8          | 16                             | AMD Radeon HD 6770M       | 2560x1600                     |        | x                           | n            |                     | x                   | x                    | 3                 | 1        |               |                  | x             |

## Nincsen alma tövis nélkül
A MacBook Pro számítógépekkel kapcsolatban több probléma is felmerült. Az Apple általában nem ismeri el a hibát, de a következő frissítéssel, vagy amint képes, korrigálja, javítja. Megoldásként ingyenes alkatrész cserét is szokott hirdetni, de visszahívási akció nem jellemző.

### A grafikus processzor túlmelegedése (2007–2008)
A 2007-ben és 2008-ban gyártott, NVIDIA GeForce 8600M GT grafikus kártyával szerelt MacBook Pro 15 "és 17" modellek némelyikén a grafikus processzor forrasztása elengedett, levált a grafikus kártyáról, néha a grafikus kártya szakadt el az alaplaptól. A felhasználók igyekeztek a MacBook Pro-t hűvösben tartani, vagy külső ventilátorokkal növelni a szellőzését. Az Apple először ignorálta a problémát, később az első üzembe helyezéstől számított négy éven belül ingyenes alkatrészcserét biztosított. Az Nvidia elismerte a hibát.

### A grafikus processzor túlmelegedése (2011)
A 15 és 17 inches MacBook Pro-k melegedési hibája hatására a grafikus processzor (GPU) hibásan vagy egyáltalán nem működött. A túlmelegedést épp a GPU okozta. Az Apple szokás szerint eleinte nem ismerte el a hibát. Ám azt követően, hogy 2014. augusztusában a Whitfield Bryson & Mason LLP ügyvédi iroda megkezdte a probléma kivizsgálását, majd októberben csoportos keresetet nyújtott be egy kaliforniai szövetségi bíróságon az Apple ellen a Kaliforniában és Floridában élő, 2011-es AMD grafikus kártyás MacBook Pro vásárolók nevében, az Apple 2015. februárjában meghirdette MacBook Pro Repair Extension Program for Video Issues (Kiterjesztett javítási program videó-hibás MacBook Pro számítógépeknek) garancia kiterjesztését.

### Javíthatóság és környezetvédelem (2012)
A MacBook Pro vékonyítása érdekében az Apple az akkumulátort a ház részévé tette. Ezzel nem csak az akkumulátor cserét nehezítette meg az Apple, de a használt MacBook Pro szétszerelését is. Ez utóbbi több zöld szervezetnél (például: EPEAT) mérőszám, így ezek a szervezetek, köztük a Greenpeace is, elítélte, leminősítette az Apple-t.

### Akkumulátorgond (2015–2017)
A 2015. szeptember és 2017. február között gyártott MacBook Pro akkumulátorára jellemző volt, hogy túlmelegedett, szélsőséges esetben égési sérülést okozott vagy kigyulladt – egyes számítok szerint 432 ezer ilyen eset fordult elő. 2019. júniusában az Apple világszerte visszahívta a gépeke, MacBook Pro számítógépek potenciális túlmelegedés és tűzbiztonsági kockázat miatt. A vállalat arra kérte az ügyfeleket, hogy hagyják abba a MacBook Pro számítógépeik használatát, amíg cserealkatrészekkel nem lehet őket megjavítani. Az indiai Polgári Repülési Főigazgatóság 2019. szeptemberében közölte, hogy a MacBook Pro számítógépek veszélyesen túlmelegedhetnek, ami az Air India nemzeti fuvarozó számára megtiltotta a modell használatát repülés közben.

### Billentyűzethiba (2016-2020)
Az Apple 2015-ben új billentyűzet érzékelő mechanizmust mutatott be. Az új pillangó mechanika elődjénél vékonyabb volt, ám jóval több esetben okozott meghibásodást. A kosz, por könnyebben került a billentyűk alá, így azok egyáltalán nem vagy csak részlegesen működtek. Az Apple – szokásának megfelelően – először ignorálta a hibát. 2018. májusában két csoportos keresetet is beadtak az Apple ellen a MacBook Pro billentyűzete kapcsán. Júniusban az Apple ingyenes csereprogramot hirdetett meg az érintett MacBookok számára. A program meghirdetésével egy időben a billentyűk köré porfogót helyezett el az Apple. A porfogó ellenére a hiba nem szűnt meg. 2019. májusában az Apple ismét módosított a billentyűzeten. És végül az Apple feladta a küzdelmet és visszatért a pillangó mechanika előtti olló mechanikához.

### Teljesítménycsökkentés túlmelegedés miatt (2018)
A 2018-as 15 inches MacBook Pro felárért rendelhető volt Intel Coffee Lake i9 processzorral, amely 2,9 GHz-es sebességen dolgozik, de terhelés esetén, időszakosan akár 4,8 GHz-re is felgyorsul. Ám független mérések kiderítették, hogy nem gyorsul fel 4,8 GHz-re a processzor, de még az alap 2,9 GHz-es sebességet sem éri el, 2,2 GHz körül dolgozik. A lassúság oka a melegedés, a chip önszabályozta magát. A Macet közönséges hűtőszekrénybe helyezve annak teljesítménye harminc százalékkal megnőtt. A média kiderítette, hogy a túlmelegedés miatti lefojtás csak az Apple eszközeire jellemző, a pécékben a processzor hozza az ígért teljesítményt. Július 24-én az Apple szoftver-frissítést adott ki, amely megoldotta a jelzett problémát. A cég magyarázata szerint egy hibás beállítás okozta a gondot.

### Egyéb problémák
- A 2016-2017-es gyártású MacBook Pro 13 inches számítógépek némelyikének felpúposodott az akkumulátora.[60]
- A 2017-2018-as gyártású MacBook Pro 13 inches számítógépek némelyike adatvesztést produkált, jellemzően a 128GB-os és 256GB-os SSD-s gépek. Az Apple firmware frissítést adott ki és javítási programot hirdetett.[61]
- Néhány felhasználónál a 2018-as MacBook Pro kernelpánik hibával állt le néhány gép, a hiba oka a T2[62] chip volt. Az Apple vizsgálta az esetet.[63]
- A Flexgate nevet nyerte a 2016-os és 2018-as 13 inches MacBook Pro számítógépeket érintő probléma. Az érintettek azt tapasztalták, hogy a képernyő megvilágítása egyenlőtlenné válik, majd akár teljesen meg is szűnik. Az Apple 2019-ben javítási programot hirdetett, a kábeleket két milliméterrel hosszabbra cserélték ki, a hibát a kijelző felnyitásakor a kábelek megfeszülése okozta.[64][65][66]